# Adama Condé
Adama Condé, né le 1er janvier 1969 à Faranah (Guinée), est un musicien (joueur de balafon).

## Biographie

### Son enfance
Il est issu d'une famille de griots : personnages dépositaires de la transmission de la mémoire et de la tradition mandingue. Il dit lui-même qu'il a toujours joué au balafon, il n'a pas de souvenir sans cet instrument ancestral.
Dès son enfance, il apprend avec son père, N'Fadjié Condé à élaborer et à réparer les balafons. Au contact de sa mère, Dinimba Diabate, au cours des différentes cérémonies qui rythment la vie mandingue, il s’imprègne du jeu traditionnel du balafon.
Adama prend des cours de théâtre tout au long de son cursus à l'école primaire. C'est ce qui, dit-il, lui a donné envie de « faire parler le balafon différemment ». Ce sont, son grand-père maternel, Djéli Kalifa Diabate et son grand-oncle Djéli bala Kalifa Diabate qui l'initient véritablement au jeu traditionnel du balafon et à l'art du solo.

### Son premier groupe
Après d'innombrables réunions de village et de cérémonies, il monte son premier groupe à l'âge de 16 ans, c'est la naissance de  Gbarawagna : « ceux qui cassent tout musicalement ». Avec son groupe formé de huit personnes (deux balafons, un dumdum, un djembé, un guitariste, et trois chanteurs), Adama joue de ville en ville et même dans les autres préfectures de Guinée. Il joue à Kissidougou, à Kankan, à Guékédou, etc.
On le demande dans tout le pays. On envoie souvent une « noix de kola bien emballée » à son père pour lui faire part de cérémonies.
Tout en jouant avec son groupe, il évolue au sein de l'ensemble instrumental de Faranah, un groupe réputé dans les rassemblements publics de son village.

### Influence artistique
Au cours de cette période, il est très influencé par Elhadji Djelisori Kouyate, Kali Kamara, et Djeli Moridjan Kouyate. Il est repéré par Mama Diabaté, qui est une griotte renommée en Guinée.
Adama connaît ses premières tournées au sein d'une formation d'envergure nationale. À l'âge de 18 ans, il arrive à Conakry, la capitale de la Guinée, après avoir fui la guerre au Liberia où il était en tournée. À la capitale, il est sollicité pour jouer au festival culturel des préfectures de Guinée.

### 1991, année charnière
1991 est une année éprouvante pour Adama, il perd son père. Il se remet à travailler et part à Kissidougou avec la formation de Sékou Kante, frère de Mori.
De 1992 à 1996, sa carrière progresse. Il enregistre son premier disque avec Mama Diabaté. Il s’installe à la capitale Conakry. Il a accès aux autres musiques comme la salsa, le jazz, etc. Il remercie le hasard de lui avoir permis d'entendre Georges Benson au détour d'une cassette empruntée à un ami. C'est la révélation, il se rend compte que son balafon peu « parler autrement ».[réf. nécessaire]

### Son arrivée en Europe
Fin 1996, il part pour l'Europe, il arrive en Allemagne pour une tournée avec Sona Diabaté.
Sollicité pour des projets phonographiques, il arrive à Paris. Là, il enregistre avec Boncana Maiga et Kanté Manfila. Il travaille notamment avec Salif Keita, Bambino, Salimata Diabate, Africando, Jean Philippe Rikyel, etc.
1997, c'est l’année de sa rencontre avec Mori Kante. Il enregistre trois albums avec Mori Kante : Tatebola, Tamala, et Sabou.
Grâce à Mori Kante, il parcourt le monde et montre une nouvelle vision de jeux au balafon. Il évolue maintenant dans un style baigné de jazz, de musique latine et d’electro.
Fort de cette expérience, Adama se joint à la formation African Music Expériment, où il veut expérimenter un « jazz à la sauce mandingue ».
Pour épicer sa musique, il s’est entouré de musiciens réputés : Félix Sallecco à la batterie, Thierry Mvie au clavier et Éric Sempe à la guitare.

## Discographie
- Kita Kan ; Kandia Kouyate ; 1999: Adama Conde guitare, balafon
- Soumankoï ; Kémo Conde ; Syllart ; 2001: Adama Conde guitare, balafon
- Que se passe-t-il? ; Kerfala Kante; Syllart ; 2002: Adama Conde guitare, balafon[2]
- Sabou ; Mory Kante ; Riverboat ; 2004: Adama Conde guitare, balafon[3]